# Taipei (agglomeratie)

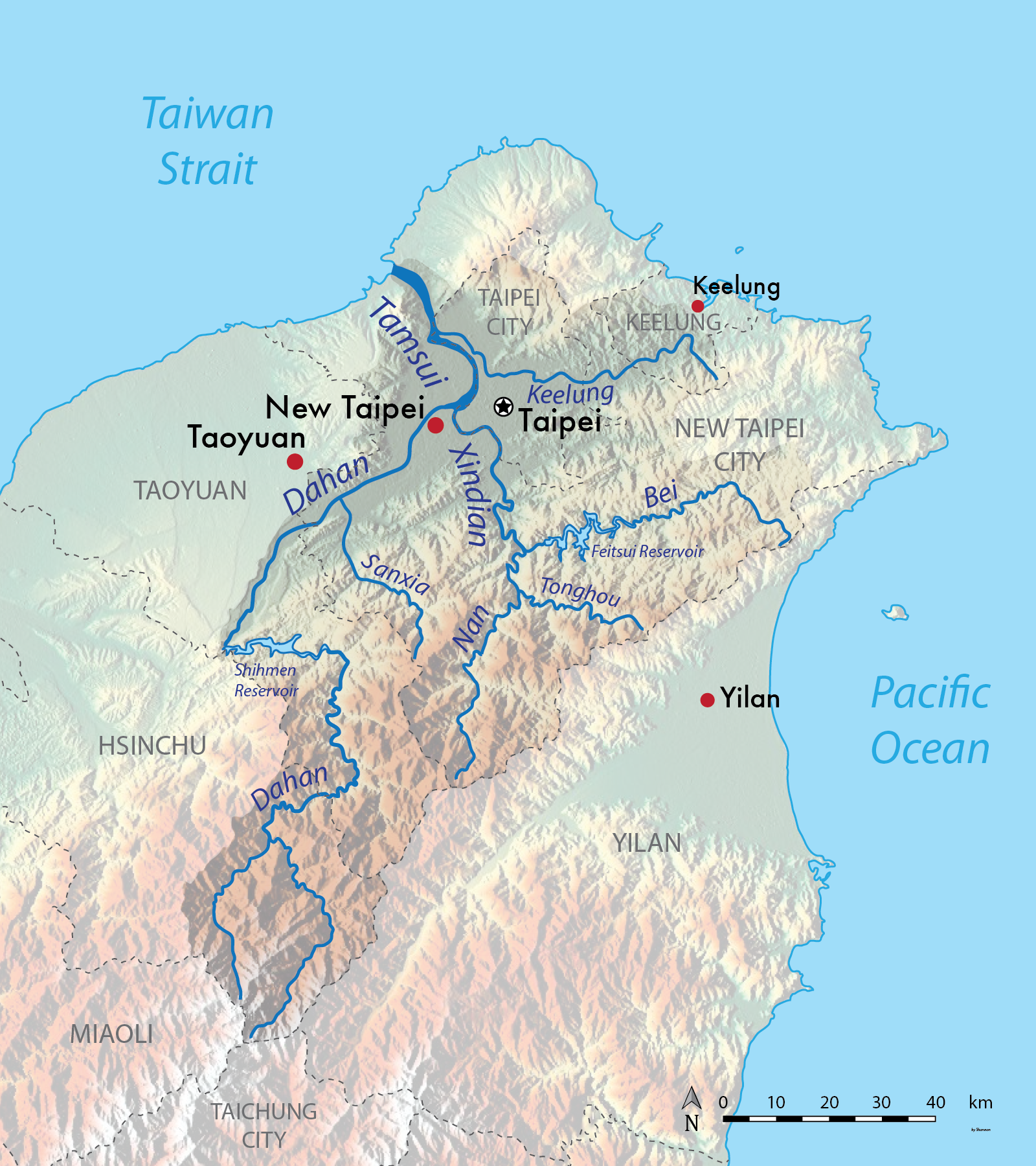
Taoyuan-New Taipei-Taipei-Keelong

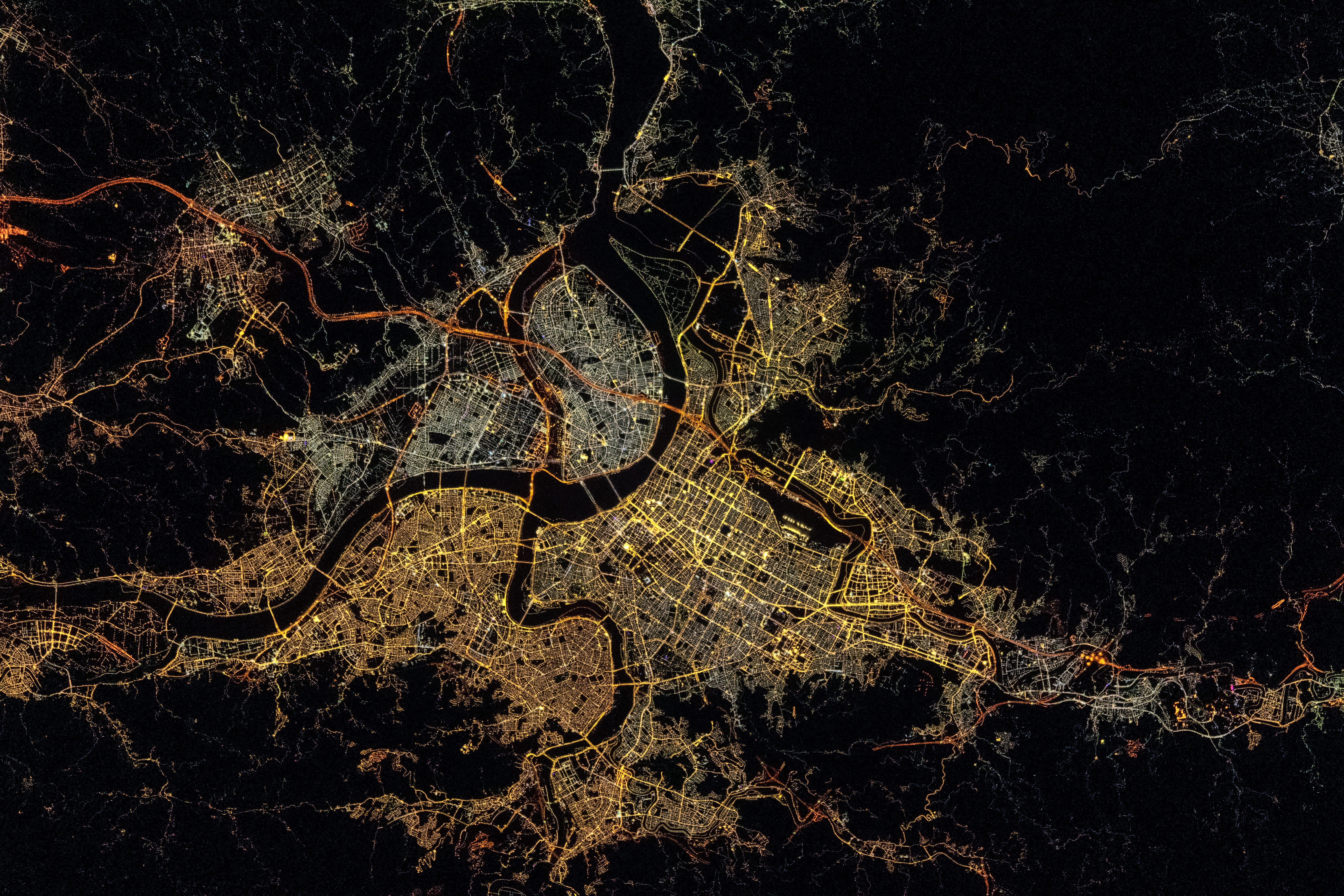
Taoyuan-New Taipei-Taipei-Keelong

De agglomeratie van Taipei (Engels: Greater Taipei Area, Chinees: 大臺北地區) is de grootste metropoolregio in Taiwan. Het bestaat uit vier administratieve deelgebieden: Taipei, Nieuw Taipei, Taoyuan en Keelung. De regio omvat een oppervlakte van 3.678 km2 en had in 2020 bij de volkstelling  9.768.856 inwoners.

De regio vormt het zwaartepunt van de Taiwanese cultuur, economie, scholing en overheidsdiensten. Ongeveer een-derde van de inwoners van Taiwan leeft en werkt in dit gebied. Spoorwegen, snelwegen en buslijnen verbinden de regio met alle delen van het eiland. De metroopoolregio wordt bedient door twee vliegvelden: Songshan en Taoyuan.

## Geschiedenis
De oorspronkelijke bewoners van Taipei waren Ketagalan, die hier woonden voor de toestroom van Chinezen, die tijdens de periode van de Ming-dynastie (1368-1644) de regio binnenkwamen. De Portugezen noemden in de 16e eeuw het eiland Formosa. In de 17e eeuw bezetten Spanje en vooral Nederland delen van Taiwan. In de regio van Taipei controleerden beiden vooral de havenstad Chilung, elk een eigen periode. Met name de Nederlanders stimuleerden ook de immigratie van Han-Chinezen. Tot aan de Qing-dynastie was de omgeving van Taipei nauwelijks ontwikkeld.